# Elise Burgin
Pour les articles homonymes, voir Burgin.
Elise Burgin (née le 5 mars 1962) est une joueuse de tennis américaine, professionnelle du début des années 1980 à 1993. 
En 1982, elle a atteint le 4e tour à l'US Open (battue par Bonnie Gadusek), sa meilleure performance en simple dans une épreuve du Grand Chelem.
Au cours de sa carrière, elle a remporté 11 tournois WTA, dont 10 en double.

## Palmarès

### Titre en simple dames
| No | Date       | Nom et lieu du tournoi | Catégorie | Dotation | Surface      | Finaliste           | Score    |          |
| -- | ---------- | ---------------------- | --------- | -------- | ------------ | ------------------- | -------- | -------- |
| 1  | 20-04-1986 | Wild Dunes, Charleston |           | 75 000 $ | Terre (ext.) | Tine Scheuer-Larsen | 6-1, 6-3 | Parcours |

### Finales en simple dames
| No | Date       | Nom et lieu du tournoi                       | Catégorie | Dotation  | Surface         | Vainqueure          | Score         |          |
| -- | ---------- | -------------------------------------------- | --------- | --------- | --------------- | ------------------- | ------------- | -------- |
| 1  | 25-02-1979 | Avon Qualifying of Roanoke, Roanoke          | Futures   | 7 500 $   | Moquette (int.) | Kathy Mueller       | 3-6, 6-4, 6-2 | Parcours |
| 2  | 04-03-1985 | Virginia Slims of Indianapolis, Indianapolis |           | 75 000 $  | Moquette (int.) | Kathleen Horvath    | 6-2, 6-4      | Parcours |
| 3  | 29-04-1985 | Virginia Slims of Houston, Sugar Land        |           | 150 000 $ | Terre (ext.)    | Martina Navrátilová | 6-4, 6-1      | Parcours |
| 4  | 11-09-1989 | Virginia Slims of Arizona, Phoenix           | Tier V    | 100 000 $ | Dur (ext.)      | Conchita Martínez   | 3-6, 6-4, 6-2 | Parcours |

### Titres en double dames
| No | Date       | Nom et lieu du tournoi                      | Catégorie | Dotation  | Surface         | Partenaire          | Finalistes                         | Score         |          |
| -- | ---------- | ------------------------------------------- | --------- | --------- | --------------- | ------------------- | ---------------------------------- | ------------- | -------- |
| 1  | 04-03-1985 | Virginia Slims of Indianapolis Indianapolis |           | 75 000 $  | Moquette (int.) | Kathleen Horvath    | Jennifer Mundel Molly Van Nostrand | 6-4, 6-1      | Parcours |
| 2  | 29-04-1985 | Virginia Slims of Houston Sugar Land        |           | 150 000 $ | Terre (ext.)    | Martina Navrátilová | Manuela Maleeva Helena Suková      | 6-1, 3-6, 6-3 | Parcours |
| 3  | 19-05-1986 | European Open Lugano                        |           | 100 000 $ | Terre (ext.)    | Betsy Nagelsen      | Jenny Byrne Janine Thompson        | 6-2, 6-3      | Parcours |
| 4  | 09-06-1986 | Edgbaston Cup Birmingham                    |           | 125 000 $ | Gazon (ext.)    | Rosalyn Fairbank    | Elizabeth Smylie Wendy Turnbull    | 6-2, 6-4      | Parcours |
| 5  | 15-09-1986 | Eckerd Open Largo Tampa                     |           | 125 000 $ | Dur (ext.)      | Rosalyn Fairbank    | Gigi Fernández Kim Sands           | 7-5, 6-2      | Parcours |
| 6  | 23-03-1987 | Virginia Slims of Washington Washington     |           | 150 000 $ | Moquette (int.) | Pam Shriver         | Zina Garrison Lori McNeil          | 6-1, 3-6, 6-4 | Parcours |
| 7  | 02-11-1987 | Virginia Slims of New England Worcester     |           | 250 000 $ | Moquette (int.) | Rosalyn Fairbank    | Bettina Bunge Eva Pfaff            | 6-4, 6-4      | Parcours |
| 8  | 12-09-1988 | Virginia Slims of Arizona Phoenix           | Tier V    | 100 000 $ | Dur (ext.)      | Rosalyn Fairbank    | Beth Herr Terry Phelps             | 6-7, 7-6, 7-6 | Parcours |
| 9  | 31-07-1989 | American Bank Classic San Diego             | Tier IV   | 200 000 $ | Dur (ext.)      | Rosalyn Fairbank    | Gretchen Magers Robin White        | 4-6, 6-3, 6-3 | Parcours |
| 10 | 15-10-1990 | Arizona Classic Scottsdale                  | Tier IV   | 150 000 $ | Dur (ext.)      | Helen Kelesi        | Sandy Collins Ronni Reis           | 6-4, 6-2      | Parcours |

### Finales en double dames
| No | Date       | Nom et lieu du tournoi                   | Catégorie | Dotation  | Surface         | Vainqueures                          | Partenaire        | Score         |          |
| -- | ---------- | ---------------------------------------- | --------- | --------- | --------------- | ------------------------------------ | ----------------- | ------------- | -------- |
| 1  | 06-08-1984 | US Open Clay Courts Indianapolis         |           | 200 000 $ | Terre (ext.)    | Beverly Mould Paula Smith            | Joanne Russell    | 6-2, 7-5      | Parcours |
| 2  | 01-04-1985 | Seabrook Seabrook Island                 |           | 75 000 $  | Terre (ext.)    | Svetlana Cherneva Larisa Savchenko   | Lori McNeil       | 6-1, 6-3      | Parcours |
| 3  | 22-04-1985 | Chrysler Tournament of Champions Orlando |           | 200 000 $ | Terre (ext.)    | Martina Navrátilová Pam Shriver      | Kathleen Horvath  | 6-3, 6-1      | Parcours |
| 4  | 10-06-1985 | Edgbaston Cup Birmingham                 |           | 125 000 $ | Gazon (ext.)    | Terry Holladay Sharon Walsh-Pete     | Alycia Moulton    | 6-4, 5-7, 6-3 | Parcours |
| 5  | 16-09-1985 | Virginia Slims of Chicago Chicago        |           | 150 000 $ | Moquette (int.) | Kathy Jordan Elizabeth Smylie        | Joanne Russell    | 6-2, 6-2      | Parcours |
| 6  | 31-03-1986 | Tournament of Champions Marco Island     |           | 150 000 $ | Terre (ext.)    | Martina Navrátilová Andrea Temesvári | Kathy Jordan      | 7-5, 6-2      | Parcours |
| 7  | 05-05-1986 | Virginia Slims of Houston Houston        |           | 150 000 $ | Terre (ext.)    | Chris Evert Wendy Turnbull           | Joanne Russell    | 6-2, 6-4      | Parcours |
| 8  | 28-07-1986 | Virginia Slims of San Diego San Diego    |           | 75 000 $  | Dur (ext.)      | Beth Herr Alycia Moulton             | Rosalyn Fairbank  | 5-7, 6-2, 6-4 | Parcours |
| 9  | 30-01-1987 | Bridgestone Doubles Tokyo                |           | 175 000 $ | Moquette (int.) | Claudia Kohde-Kilsch Helena Suková   | Pam Shriver       | 6-1, 7-6      | Parcours |
| 10 | 16-03-1987 | Virginia Slims of Dallas Dallas          |           | 250 000 $ | Moquette (int.) | Mary Lou Piatek Anne White           | Robin White       | 7-5, 6-3      | Parcours |
| 11 | 27-04-1987 | Eckerd Open Tampa                        |           | 150 000 $ | Terre (ext.)    | Chris Evert Wendy Turnbull           | Rosalyn Fairbank  | 6-4, 6-3      | Parcours |
| 12 | 03-08-1987 | Virginia Slims of San Diego San Diego    |           | 75 000 $  | Dur (ext.)      | Jana Novotná Catherine Suire         | Sharon Walsh-Pete | 6-3, 6-4      | Parcours |
| 13 | 17-10-1988 | Virginia Slims of Nashville Nashville    | Tier V    | 100 000 $ | Dur (int.)      | Jenny Byrne Janine Thompson          | Rosalyn Fairbank  | 7-5, 6-7, 6-4 | Parcours |
| 14 | 27-02-1989 | Virginia Slims of Oklahoma Oklahoma City | Tier V    | 100 000 $ | Dur (int.)      | Lori McNeil Betsy Nagelsen           | Elizabeth Smylie  | Forfait       | Parcours |
| 15 | 17-04-1989 | Eckerd Open Tampa                        | Tier IV   | 200 000 $ | Terre (ext.)    | Brenda Schultz Andrea Temesvári      | Rosalyn Fairbank  | 7-6, 6-4      | Parcours |
| 16 | 11-09-1989 | Virginia Slims of Arizona Phoenix        | Tier V    | 100 000 $ | Dur (ext.)      | Penny Barg Peanut Harper             | Rosalyn Fairbank  | 7-6, 7-6      | Parcours |
| 17 | 18-09-1989 | Virginia Slims of Dallas Dallas          | Tier III  | 250 000 $ | Moquette (int.) | Mary Joe Fernández Betsy Nagelsen    | Rosalyn Fairbank  | 7-6, 6-3      | Parcours |
| 18 | 30-10-1989 | Virginia Slims of New England Worcester  | Tier II   | 300 000 $ | Moquette (int.) | Martina Navrátilová Pam Shriver      | Rosalyn Fairbank  | 6-4, 4-6, 6-4 | Parcours |
| 19 | 05-03-1990 | Virginia Slims of Florida Boca Raton     | Tier II   | 350 000 $ | Dur (ext.)      | Jana Novotná Helena Suková           | Wendy Turnbull    | 6-4, 6-2      | Parcours |
| 20 | 21-05-1990 | Geneva European Open Genève              | Tier IV   | 150 000 $ | Terre (ext.)    | Louise Field Dinky Van Rensburg      | Betsy Nagelsen    | 5-7, 7-6, 7-5 | Parcours |
| 21 | 06-08-1990 | American Bank Classic San Diego          | Tier III  | 225 000 $ | Dur (ext.)      | Patty Fendick Zina Garrison          | Rosalyn Fairbank  | 6-4, 7-6      | Parcours |

## Parcours en Grand Chelem

### En simple dames
| Année | Open d'Australie (janvier) | Open d'Australie (janvier) | Internationaux de France | Internationaux de France | Wimbledon       | Wimbledon        | US Open         | US Open          | Open d'Australie (décembre) | Open d'Australie (décembre) |
| 1980  | n/a                        | n/a                        | -                        | -                        | -               | -                | 2e tour (1/32)  | Susan Leo        | -                           | -                           |
| 1981  | n/a                        | n/a                        | -                        | -                        | -               | -                | 2e tour (1/32)  | Virginia Ruzici  | -                           | -                           |
| 1982  | n/a                        | n/a                        | -                        | -                        | 1er tour (1/64) | Marcella Mesker  | 4e tour (1/8)   | Bonnie Gadusek   | -                           | -                           |
| 1983  | n/a                        | n/a                        | -                        | -                        | 2e tour (1/32)  | Mima Jaušovec    | 2e tour (1/32)  | Andrea Jaeger    | -                           | -                           |
| 1984  | n/a                        | n/a                        | -                        | -                        | 2e tour (1/32)  | Jo Durie         | 2e tour (1/32)  | Andrea Temesvári | 1er tour (1/32)             | Helena Suková               |
| 1985  | n/a                        | n/a                        | 2e tour (1/32)           | Hana Mandlíková          | 3e tour (1/16)  | Jo Durie         | 3e tour (1/16)  | Manuela Maleeva  | 1er tour (1/32)             | C. Jolissaint               |
| 1986  | n/a                        | n/a                        | 2e tour (1/32)           | Kathy Rinaldi            | 3e tour (1/16)  | Lori McNeil      | 3e tour (1/16)  | Pam Shriver      | n/a                         | n/a                         |
| 1987  | 2e tour (1/32)             | Lori McNeil                | 1er tour (1/64)          | Arantxa Sánchez          | 3e tour (1/16)  | C. Lindqvist     | 2e tour (1/32)  | Helena Suková    | n/a                         | n/a                         |
| 1988  | -                          | -                          | 1er tour (1/64)          | Sabine Appelmans         | 1er tour (1/64) | Belinda Cordwell | 2e tour (1/32)  | Larisa Savchenko | n/a                         | n/a                         |
| 1989  | 3e tour (1/16)             | Cammy MacGregor            | 2e tour (1/32)           | Larisa Savchenko         | 2e tour (1/32)  | Jana Novotná     | 2e tour (1/32)  | Chris Evert      | n/a                         | n/a                         |
| 1990  | 2e tour (1/32)             | Anke Huber                 | 2e tour (1/32)           | Laura Arraya             | 1er tour (1/64) | G. Sabatini      | 1er tour (1/64) | Csilla Bartos    | n/a                         | n/a                         |
| 1991  | 1er tour (1/64)            | Naoko Sawamatsu            | -                        | -                        | -               | -                | 1er tour (1/64) | Kimberly Po      | n/a                         | n/a                         |

À droite du résultat, l’ultime adversaire.

### En double dames
| Année | Open d'Australie (janvier)  | Open d'Australie (janvier) | Internationaux de France     | Internationaux de France   | Wimbledon                     | Wimbledon                   | US Open                         | US Open                    | Open d'Australie (décembre)   | Open d'Australie (décembre) |
| 1980  | n/a                         | n/a                        | -                            | -                          | -                             | -                           | 1er tour (1/32) S. Mascarin     | K. Horvath Lucia Romanov   | -                             | -                           |
| 1981  | n/a                         | n/a                        | -                            | -                          | 1er tour (1/32) H. Ludloff    | N. Gregory M. Neumanova     | 1er tour (1/32) A. M. Fernández | Leslie Allen Virginia Wade | -                             | -                           |
| 1982  | n/a                         | n/a                        | -                            | -                          | 1/4 de finale A. Moulton      | Kathy Jordan Anne Smith     | 2e tour (1/16) A. Moulton       | Penny Barg Beth Herr       | -                             | -                           |
| 1983  | n/a                         | n/a                        | -                            | -                          | 3e tour (1/8) A. Moulton      | Kohde-Kilsch Eva Pfaff      | 1/4 de finale J. Russell        | R. Fairbank C. Reynolds    | -                             | -                           |
| 1984  | n/a                         | n/a                        | -                            | -                          | -                             | -                           | 3e tour (1/8) J. Russell        | B. Potter Sharon Walsh     | 1er tour (1/16) Sandy Collins | B. Nagelsen Anne White      |
| 1985  | n/a                         | n/a                        | 1/2 finale A. Temesvári      | Kohde-Kilsch Helena Suková | 3e tour (1/8) A. Moulton      | H. Mandlíková W. Turnbull   | 2e tour (1/16) A. Moulton       | Patty Fendick Hetherington | 2e tour (1/8) E. Smylie       | M. Mesker P. Paradis        |
| 1986  | n/a                         | n/a                        | 2e tour (1/16) R. Fairbank   | Mercedes Paz Virginia Wade | 1/2 finale R. Fairbank        | Navrátilová Pam Shriver     | 1/2 finale R. Fairbank          | H. Mandlíková W. Turnbull  | n/a                           | n/a                         |
| 1987  | 1er tour (1/16) R. Fairbank | Patricia Hy Etsuko Inoue   | 2e tour (1/16) R. Fairbank   | Jenny Byrne Kathy Rinaldi  | 1/4 de finale R. Fairbank     | B. Nagelsen E. Smylie       | 1/4 de finale Robin White       | Navrátilová Pam Shriver    | n/a                           | n/a                         |
| 1988  | -                           | -                          | 3e tour (1/8) H. Mandlíková  | Jenny Byrne J. Thompson    | 1er tour (1/32) Robin White   | A. Dechaume E. Derly        | 3e tour (1/8) Penny Barg        | Lori McNeil B. Nagelsen    | n/a                           | n/a                         |
| 1989  | 1/4 de finale Lori McNeil   | Jana Novotná Helena Suková | 3e tour (1/8) H. Mandlíková  | Tine Scheuer C. Tanvier    | 3e tour (1/8) R. Fairbank     | Navrátilová Pam Shriver     | 3e tour (1/8) R. Fairbank       | H. Mandlíková Navrátilová  | n/a                           | n/a                         |
| 1990  | 3e tour (1/8) R. Fairbank   | L. Neiland N. Zvereva      | 2e tour (1/16) R. Fairbank   | E. Pampoulova W. Probst    | 3e tour (1/8) R. Fairbank     | Steffi Graf G. Sabatini     | 3e tour (1/8) R. Fairbank       | Kathy Jordan E. Smylie     | n/a                           | n/a                         |
| 1991  | 3e tour (1/8) R. Fairbank   | M. Bollegraf Lise Gregory  | 1/4 de finale Patty Fendick  | G. Fernández Jana Novotná  | 1er tour (1/32) Patty Fendick | S. Stafford T. Whitlinger   | 1er tour (1/32) A. Temesvári    | Gretchen Rush Robin White  | n/a                           | n/a                         |
| 1992  | -                           | -                          | 2e tour (1/16) M. de Swardt  | Katrina Adams M. Bollegraf | 3e tour (1/8) M. de Swardt    | Jo-Anne Faull J. Richardson | 3e tour (1/8) M. de Swardt      | MJ Fernández Zina Garrison | n/a                           | n/a                         |
| 1993  | -                           | -                          | 1er tour (1/32) Laura Arraya | K. Habšudová R. Zrubáková  | 1er tour (1/32) P. O'Reilly   | Patty Fendick M. McGrath    | -                               | -                          | n/a                           | n/a                         |

Sous le résultat, la partenaire ; à droite, l’ultime équipe adverse.

### En double mixte
| Année | Open d'Australie (janvier),   | Open d'Australie (janvier), | Internationaux de France     | Internationaux de France  | Wimbledon                     | Wimbledon                 | US Open                      | US Open                   | Open d'Australie (décembre), | Open d'Australie (décembre), |
| 1980  | n/a                           | n/a                         | 2e tour (1/8) S. Giammalva   | R. Tomanová S. Birner     | -                             | -                         | -                            | -                         | n/a                          | n/a                          |
| 1982  | n/a                           | n/a                         | -                            | -                         | 1er tour (1/32) Eric Fromm    | Wendy White A. Amritraj   | -                            | -                         | n/a                          | n/a                          |
| 1984  | n/a                           | n/a                         | -                            | -                         | -                             | -                         | 1/4 de finale Scott Davis    | M. Maleeva Tom Gullikson  | n/a                          | n/a                          |
| 1985  | n/a                           | n/a                         | 2e tour (1/16) Kim Warwick   | K. Maleeva E. Sánchez     | 2e tour (1/16) Kim Warwick    | Kathy Jordan M. Edmondson | 1er tour (1/16) Mike Bauer   | J. Russell Drew Gitlin    | n/a                          | n/a                          |
| 1986  | n/a                           | n/a                         | 1er tour (1/32) S. Stewart   | Gretchen Rush Charles Cox | 3e tour (1/8) David Graham    | Elna Reinach M. Robertson | 1/4 de finale Ben Testerman  | E. Smylie J. Fitzgerald   | n/a                          | n/a                          |
| 1987  | 1er tour (1/16) David Graham  | C. Bassett Gary Donnelly    | -                            | -                         | 1er tour (1/32) M. Kratzmann  | Beth Herr Tim Pawsat      | 2e tour (1/8) B. Willenborg  | R. Reggi Sergio Casal     | n/a                          | n/a                          |
| 1988  | -                             | -                           | 3e tour (1/8) Andy Kohlberg  | M. Bollegraf Tom Nijssen  | 1er tour (1/32) Jim Grabb     | Gretchen Rush Kelly Jones | 1er tour (1/16) Dan Goldie   | Jana Novotná Jim Pugh     | n/a                          | n/a                          |
| 1989  | 1/2 finale Peter Doohan       | Zina Garrison S. Stewart    | -                            | -                         | 3e tour (1/8) Peter Doohan    | B. Nagelsen Rick Leach    | 2e tour (1/8) Leif Shiras    | Elna Reinach P. Aldrich   | n/a                          | n/a                          |
| 1990  | 1er tour (1/16) Layendecker   | B. Paulus A. Antonitsch     | 1er tour (1/32) Todd Witsken | Louise Field Simon Youl   | 2e tour (1/16) Kelly Jones    | M. de Swardt Piet Norval  | 2e tour (1/8) Laurie Warder  | M. Bollegraf M. Mortensen | n/a                          | n/a                          |
| 1991  | 1er tour (1/16) Laurie Warder | N. Zvereva Jim Pugh         | 2e tour (1/16) Robert Seguso | N. Housset R. Gilbert     | 1er tour (1/32) Jim Grabb     | M. Jaggard B. Dyke        | 1er tour (1/16) Rikard Bergh | Robin White Danie Visser  | n/a                          | n/a                          |
| 1992  | -                             | -                           | -                            | -                         | 1er tour (1/32) Paul Annacone | N. van Lottum Mark Keil   | -                            | -                         | n/a                          | n/a                          |

Sous le résultat, le partenaire ; à droite, l’ultime équipe adverse.

## Parcours aux Masters

### En double dames
| # | Date       | Nom de l'édition                      | ($)       | Surface         | Résultat      | Partenaire       | Ultimes adversaires                | Score         |          |
| - | ---------- | ------------------------------------- | --------- | --------------- | ------------- | ---------------- | ---------------------------------- | ------------- | -------- |
| 1 | 17/11/1986 | Virginia Slims Championships New York | 500 000   | Moquette (int.) | 1/4 de finale | Rosalyn Fairbank | Hana Mandlíková Wendy Turnbull     | 6-2, 6-4      | Parcours |
| 2 | 16/11/1987 | Virginia Slims Championships New York | 500 000   | Moquette (int.) | 1/2 finale    | Rosalyn Fairbank | Claudia Kohde-Kilsch Helena Suková | 6-2, 6-3      | Parcours |
| 3 | 13/11/1989 | Virginia Slims Championships New York | 1 000 000 | Moquette (int.) | 1/4 de finale | Rosalyn Fairbank | Martina Navrátilová Pam Shriver    | 5-7, 7-5, 7-5 | Parcours |

## Parcours en Coupe de la Fédération
| #                                                                            | Date       | Lieu      | Surface    | Gagnante(s)                | Perdante(s)                      | Score          |          |
|                                                                              |            |           |            |                            |                                  |                |          |
| 1985 - 1/2 finale (groupe mondial) - Australie - États-Unis - 1 : 2          |            |           |            |                            |                                  |                |          |
| 1                                                                            | 08/10/1985 | Nagoya    | Dur (ext.) | Elise Burgin               | Anne Minter                      | 6-3, 6-4       | Parcours |
| 1                                                                            | 08/10/1985 | Nagoya    | Dur (ext.) | Elise Burgin Kathy Jordan  | Elizabeth Smylie Wendy Turnbull  | 0-6, 6-1, 6-4  | Parcours |
|                                                                              |            |           |            |                            |                                  |                |          |
| 1985 - Finale (groupe mondial) - Tchécoslovaquie - États-Unis - 2 : 1        |            |           |            |                            |                                  |                |          |
| 2                                                                            | 06/10/1985 | Nagoya    | Dur (ext.) | Helena Suková              | Elise Burgin                     | 6-3, 6-76, 6-4 | Parcours |
| 2                                                                            | 06/10/1985 | Nagoya    | Dur (ext.) | Elise Burgin Sharon Walsh  | Andrea Holíková Regina Maršíková | 6-2, 6-3       | Parcours |
|                                                                              |            |           |            |                            |                                  |                |          |
| 1987 - 1/4 de finale (groupe mondial) - États-Unis - Grande-Bretagne - 3 : 0 |            |           |            |                            |                                  |                |          |
| 3                                                                            | 28/07/1987 | Vancouver |            | Elise Burgin Zina Garrison | Jo Durie Anne Hobbs              | 7-5, 7-5       | Parcours |

## Classements WTA en fin de saison

### En simple
| Année | 1983 | 1984 | 1985 | 1986 | 1987 | 1988 | 1989 | 1990 | 1991 | 1992 | 1993 |
| Rang  | 45   | 51   | 27   | 40   | 66   | 108  | 62   | 151  | 294  | 163  | 392  |

Source : (en) « Classements de Elise Burgin », sur le site officiel du WTA Tour

### En double
| Année | 1986 | 1987 | 1988 | 1989 | 1990 | 1991 | 1992 | 1993 |
| Rang  | 11   | 16   | 23   | 25   | 27   | 56   | 63   | 466  |

Source : (en) « Classements de Elise Burgin », sur le site officiel du WTA Tour